# Fossarus erythraoensis
Fossarus erythraoensis is een slakkensoort uit de familie van de Planaxidae.